# Jimmy Durante
Jimmy Durante (Manhattan, New York, 1893. február 10. – Santa Monica, Kalifornia, 1980. január 29.) Primetime Emmy-díjas amerikai színész, komikus, énekes, zongorista.

## Életpályája
Éveken át zenés színpadok népszerű komikusa volt. 1929-ben szerződött a Metro-Goldwyn-Mayer filmvállalathoz mint Buster Keaton partnere. 1945 után főként a televízióban lépett fel. 1960-ban csillagot kapott a Hollywood Walk of Fame-en.
Kedvelt műsora a Jimmy Durante Show volt (1954–1956). Stílusa népi ízű és eléggé harsány volt. Rezes orrú, kopaszodó figurája a zenés filmek jellegzetes alakja volt. A régi vaudeville hagyományainak folytatója volt. Emlékezetes musical-sikere a Jumbo című cirkusztörténet (1935), amelynek filmváltozatában több mint negyedszázaddal később ismét játszott (1962).

## Magánélete
1921-1943 között Jeanne Olsen (1896-1943) amerikai színésznő volt a felesége. 1960-1980 között Margie Little (1919-2009) volt a párja.

## Filmjei

### Színészként
- Mint a vízfolyás (1932) (filmzene is)
- Hogyhogy nincs sör?! (1933)
- Karnevál (Carnival) (1935)
- Föld zene nélkül (Land Without Music) (1936)
- Sally, Irene és Mary (Sally, Irene and Mary) (1938)
- A Broadway angyala (1938) (filmzene is)
- Kő egy csapat (1941) (filmzene is)
- A férfi, aki vacsorára jött (1942) (filmzene is)
- Csókos tengerész (1944) (filmzene is)
- Mindenki muzsikája (Music for Millions) (1944) (filmzene is)
- Brooklynban történt (It Happened in Brooklyn) (1947) (filmzene is)
- A tejesember (The Milkman) (1950) (filmzene is)
- Isten küldte, mókus hozta (1950) (filmzene is)
- Az utolsó ítélet (1961)
- Jumbo (1962)
- Bolond, bolond világ (1963)

### Filmzenéi
- Azok a csodálatos férfiak (1969)
- Marslakó a mostohám (1988)
- Mama pici fia (1991)
- Irány Colorado! (1991)
- A szerelem hullámhosszán (1993)
- A pénz boldogít (1994)
- Szerelmünk lapjai (2004)
- Az árva (2009)

## Díjai
- Emmy-díj a legjobb férfi főszereplőnek (vígjáték tévésorozat) (1952)